# Гурбанова, Гюльзар
Гюльзар Гурбанова (азерб. Gülzar Qurbanova; род. 24 июля 1970) — азербайджанская актриса театра и кино,  заслуженная артистка Азербайджана.

## Биография
Гюльзар Гурбанова родилась 24 июля 1970 года. В 1986 году поступила во Всесоюзный государственный институт кинематографии (ВГИК) в Москве, на курс актёрского мастерства театра и кино известного российского актера и режиссера Алексея Баталова. 
С 1990 года работает в Государственном театре «Йуг». Гюльзар Гурбанова на театральной сцене воплотила в жизнь образы в спектаклях «Сын» (Бану Чичек, «Книга моего деда Коркута»), «Здравствуй» (Жена Шахрияра, М.Шахрияр), «Сема» (Сяда, Ш.И.Хатаи), «Ключ» (Лиса, Г.Низами), «Надежда» (Жен.), «Вкус» (Скромница, М.Физули), «Сентиментальный вальс» (Наташа, А.П.Чехов), «Ищу мужчину для встреч» (Жен., Р.Ибрагимбеков), «На грани смерти» (Писатель, А.Масуд), «Любимая» (Женщина, М.Физули), «Встреча после разлуки» (Женщина, М.Физули), «Неизвестный Ахундзаде» (Шахрабану, Хаджа Масуд), М.Ф.Ахундзаде), «Медея» (Медея, В.Клим), «Не забывай мой голос» (Женщина, К.Абдулла) и другие.
Ею были созданы более 20 кинообразов завоевавшие любовь зрителей:  «Окно печали» (1986), «Экзамен» (1987), «Чрам воздуха» (1989), «Шестой этаж пятиэтажного дома» (1996), «Территория» (2005), «Смерть кролика» (2008), «Один шаг» (2009), «Дополнительный эффект» (2010), «И не было лучше брата» (2010), «Глазами привидения» ( 2010), «Град» (2012), «Маяк» (2012), «Посол зари» (2012), «Дыхание шакала» (2013), «Неоконченные воспоминания» (2015), «Красный сад» (2016).
В 2015 году удостоена премии «Золотая фея» в номинации «Лучшая женская роль» за фильм «Неоконченные воспоминания».
В 2024 году в рамках совместного сотрудничества Ассоциации кино Азербайджана и Вьетнама, присутствовала на официальной церемонии вручения премии «Золотой воздушный змей 2024», организованной Ассоциацией кинематографистов Вьетнама.

## Фильмография
1. Окно печали (фильм, 1986) (полнометражный художественный фильм) (роль: Дочь Бога)
2. Экзамен (фильм, 1987) (полнометражный художественный фильм) (роль: Гумру)
3. Храм воздуха (фильм, 1989) (полнометражный художественный фильм)(роль: Гюля)
4. Шестой этаж пятиэтажного дома (фильм, 1996) (полнометражный художественный фильм) (роль: Медина)
5. «Чёрно-белые» ночи (фильм, 2013) (художественный фильм) (роль: женщина)
6. Территория (фильм, 2005) (короткометражный игровой фильм)
7. Утерянное наследство
8. Смерть кролика (фильм, 2008) (короткометражный художественный фильм)
9. Один шаг (фильм, 2009) (короткометражный художественный фильм)
10. Дополнительный эффект (фильм, 2010) (художественный фильм) (роль: Хадиджа)
11. И не было лучше брата (фильм, 2010) (полнометражный художественный фильм)
12. Глазами призрака (фильм, 2010) (полнометражный художественный фильм)
13. Град (фильм, 2012) (художественный фильм) (роль: Мать Тигра)
14. Маяк (фильм, 2012) (короткометражный художественный фильм) (роль: мать Акифа)
15. Посол зари (фильм, 2012) (полнометражный художественный фильм) (роль: Нана)
16. Дыхание Шакала (фильм, 2013) (вымышленный сериал)
17. Женщина по соседству (фильм, 2015) (короткометражный художественный фильм) (роль: женщина)
18. Неоконченные воспоминания (фильм, 2015) (художественный фильм) (роль: Жанна)
19. Красный сад (фильм, 2016) (полнометражный художественный фильм)

## Награды
- Премия «Золотая фея» в номинации «Лучшая женская роль» за фильм «Неоконченные воспоминания» ( 2015 )
- Заслуженный деятель искусств Азербайджана за заслуги в развитии азербайджанского кинематографа (2011)
- Президентская премия (9 мая 2018, 10 мая 2019, 7 мая 2020, 6 мая 2023)